# Салліван (округ, Пенсільванія)
Шаблон:StateAbbr_ 41°27′ пн. ш. 76°31′ зх. д. / 41.45° пн. ш. 76.51° зх. д.
Округ  Салліван (англ. Sullivan County) — округ (графство) у штаті  Пенсільванія, США. Ідентифікатор округу 42113.

## Історія
Округ утворений 1847 року.

## Демографія
За даними перепису 
2000 року 
загальне населення округу становило 6556 осіб, усе сільське.
Серед мешканців округу чоловіків було 3312, а жінок — 3244. В окрузі було 2660 домогосподарств, 1754 родин, які мешкали в 6017 будинках.
Середній розмір родини становив 2,81.
Віковий розподіл населення поданий у таблиці:
| Стать    | До 15 років | 15-21 | 22-29 | 30-39 | 40-49 | 50-65 | 65-85 | Понад 85 |
| -------- | ----------- | ----- | ----- | ----- | ----- | ----- | ----- | -------- |
| Чоловіки | 493         | 442   | 210   | 405   | 484   | 612   | 601   | 65       |
| Жінки    | 497         | 317   | 200   | 395   | 441   | 626   | 645   | 123      |

## Суміжні округи
- Бредфорд — північ
- Вайомінг — схід
- Лузерн — південний схід
- Колумбія — південь
- Лайкомінг — захід

## Виноски
1. ↑  U.S. Decennial Census. United States Census Bureau. Архів оригіналу за 12 травня 2015. Процитовано 10 березня 2015.
2. ↑  Historical Census Browser. University of Virginia Library. Архів оригіналу за 11 серпня 2012. Процитовано 10 березня 2015.
3. ↑  Forstall, Richard L., ред. (24 березня 1995). Population of Counties by Decennial Census: 1900 to 1990. United States Census Bureau. Архів оригіналу за 20 березня 2015. Процитовано 10 березня 2015.
4. ↑  Census 2000 PHC-T-4. Ranking Tables for Counties: 1990 and 2000 (PDF). United States Census Bureau. 2 квітня 2001. Архів оригіналу (PDF) за 18 грудня 2014. Процитовано 10 березня 2015.
5. ↑  State & County QuickFacts. United States Census Bureau. Архів оригіналу за 28 грудня 2015. Процитовано 22 листопада 2013. [Архівовано 2011-08-11 у Wayback Machine.](англ.) Наведено за англійською вікіпедією.
6. ↑  American FactFinder. Бюро перепису населення США. Архів оригіналу за 26 лютого 2012. Процитовано 31 січня 2008. [Архівовано 2008-05-21 у Wayback Machine.]

| США | Це незавершена стаття з географії США. Ви можете допомогти проєкту, виправивши або дописавши її. |